# اسپرمیدین
اسپرمیدین (به انگلیسی: Spermidine) یک پلی‌آمین با شناسهٔ پاب‌کم ۱۱۰۲ است. شکل ظاهری این ترکیب، مایع شفاف بی‌رنگ است. این ترکیب در بسیاری از یوکاریوت‌ها تولید می‌شود و گاه به عنوان یک عامل رشد عمل می‌کند.
اسپرمیدین یک ترکیب پلی آمین طبیعی است که به دلیل عملکردهای بیولوژیکی مختلف و مزایای بالقوه سلامتی آن به طور گسترده مورد مطالعه قرار گرفته است. در ابتدا از مایع منی جدا شده بود اما در ریبوزوم ها و بافت های زنده نیز یافت می شود و نقش مهمی در فرآیندهای سلولی ایفا می کند.
اسپرمیدین در غذاهای مختلفی از جمله پنیر کهنه، قارچ، محصولات سویا، حبوبات، ذرت و غلات کامل یافت می شود. رژیم غذایی مدیترانه ای، غنی از اسپرمیدین، اغلب با طول عمر بیشتر و کاهش خطر ابتلا به چندین بیماری مزمن همراه است. علیرغم وجود آن در غذا، غلظت اسپرمیدین در بدن انسان با افزایش سن کاهش می یابد که می تواند به کاهش عملکرد سلولی و افزایش حساسیت به بیماری کمک کند. این کاهش در سطوح اسپرمیدین درون زا یکی از دلایلی است که مکمل اسپرمیدین ممکن است مفید باشد، به ویژه در افراد مسن.
عملکردهای بیولوژیکی و مزایای سلامتی
اسپرمیدین دارای طیف گسترده ای از فعالیت های بیولوژیکی است که به مزایای سلامتی بالقوه آن کمک می کند:
ترویج اتوفاژی : اتوفاژی یک فرآیند تجدید سلولی است که در آن سلول ها تجزیه شده و اجزای خود را بازیافت می کنند. اسپرمیدین این فرآیند را که برای جوانسازی سلولی و حذف سلول های آسیب دیده ضروری است، ترویج می کند و به طور بالقوه روند پیری را کند می کند.
محافظت از اعصاب : مطالعات نشان می دهد که اسپرمیدین دارای خواص محافظت کننده عصبی است. ممکن است به حفظ عملکردهای شناختی کمک کند و با کاهش حافظه مرتبط با افزایش سن مرتبط است.
سلامت قلب و عروق : نشان داده شده است که اسپرمیدین دارای اثرات محافظتی قلبی است، مانند افزایش عملکرد میتوکندری در سلول های قلبی، کاهش فشار خون، و به طور بالقوه کاهش خطر بیماری های قلبی عروقی.
پیشگیری از سرطان : شواهدی وجود دارد که نشان می دهد اسپرمیدین ممکن است با تداخل در چرخه سلولی تومور و مهار رشد تومور دارای خواص ضد سرطانی باشد.
طول عمر و ضد پیری : مصرف اسپرمیدین با افزایش طول عمر در موجودات مختلف و به طور بالقوه در انسان مرتبط است. اعتقاد بر این است که اسپرمیدین اثرات محدودیت کالری را تقلید می کند،این یک مکانیسم شناخته شده برای افزایش طول عمراست. 
اسپرمیدین به دلیل اثرات بالقوه ضد پیری، محافظت کننده عصبی و محافظت از قلب، همراه با نقشی که در ترویج اتوفاژی و احتمالاً کاهش خطر سرطان دارد، به عنوان یک مکمل نویدبخش است. در حالی که تحقیقات بیشتری برای درک کامل فواید و دوزهای بهینه آن در انسان مورد نیاز است.
افزایش مصرف رژیم غذایی غذاهای غنی از اسپرمیدین یا در نظر گرفتن مکمل ها می تواند مفید باشد، به ویژه برای افراد مسن.